# Església de Clignancourt
Església de Clignancourt (Église de Clignancourt) és un oli sobre tela de 73 × 100 cm realitzat per Maurice Utrillo vers els anys 1913-1915 i dipositat al Museu de l'Orangerie de París.

## Context històric i artístic
La modesta església de Clignancourt, situada prop de la Butte Montmartre, fou representada en nombroses ocasions per Maurice Utrillo entre el 1913 i el 1915. L'artista explicà a G. Coquiot les motivacions afectives que el vinculaven a aquest tema:
| « | "Vaig néixer a París, el 25 de desembre del 1883, la nit de Nadal, al número 3 de la rue du Poteau, al costat de l'església de Notre-Dame de Clignancourt. No és que sigui molt bonica, aquesta església, ni molt antiga; i està allà plantada, tota sola; però m'agrada tanmateix; i la vaig pintar expressament per a la mare, que la guarda." | » |

Per tant, sembla evident que Utrillo va pintar aquest quadre en homenatge a la seua mare, la també pintora Suzanne Valadon.

## Descripció
Aquest oli fou pintat en un taller i les línies van ésser dibuixades amb un regle, algunes de les quals són visibles a les parets de l'església. En aquesta senzilla composició, amb efectes de perspectiva un xic escolars, els volums blanquinosos de l'església (amb parets molt lleugeres i ocupant la major part del quadre) estan retallats amb regle i subratllats amb un traç fosc que anuncia l'estil lineal de l'artista. Només les siluetes d'algunes figures minúscules que ronden la plaça venen a animar aquest univers aparentment estàtic i, suposadament, de tardor, ja que el cel és gris i l'arbre ja mostra les fulles envermellides.